# Richard Wellesley (1er marquis de Wellesley)
Richard Colley Wesley, 1er marquis de Wellesley, comte de Mornington (Château de Dangan, Comté de Meath, Irlande, 20 juin 1760 — Knightsbridge, Londres, 26 septembre 1842), joue un rôle majeur dans la colonisation britannique de l'Inde.

## Biographie
Né d'une famille irlandaise originaire de Castille, il est le fils de Garret Wesley (1er comte de Mornington) et le frère aîné du duc de Wellington. Gouverneur général des possessions anglaises dans l'Inde en 1797, il combat à outrance le sultan Tipû Sâhib de Maïssour et prend en 1799 sa capitale Seringapatam après un siège d'un mois, dans un assaut où périt ce prince. Il tourne ensuite ses armes contre les Marathes, conquiert en trois mois tout le pays situé entre la Yamunâ et le Gange, et force à la soumission Sindhia et le radjah de Bérar (1803) : il reçoit en récompense le titre de marquis et le droit d'ajouter à ses armoiries l'étendard de Tipû Sâhib. Cependant il est rappelé en 1805, sur une accusation de dilapidation. 
Ambassadeur en Espagne en 1809, secrétaire d'État aux Affaires étrangères en 1810, il combat sans cesse l'influence française. Lord lieutenant d'Irlande de 1822 à 1833, il défend les catholiques contre les violences des orangistes, et appuie leur émancipation.

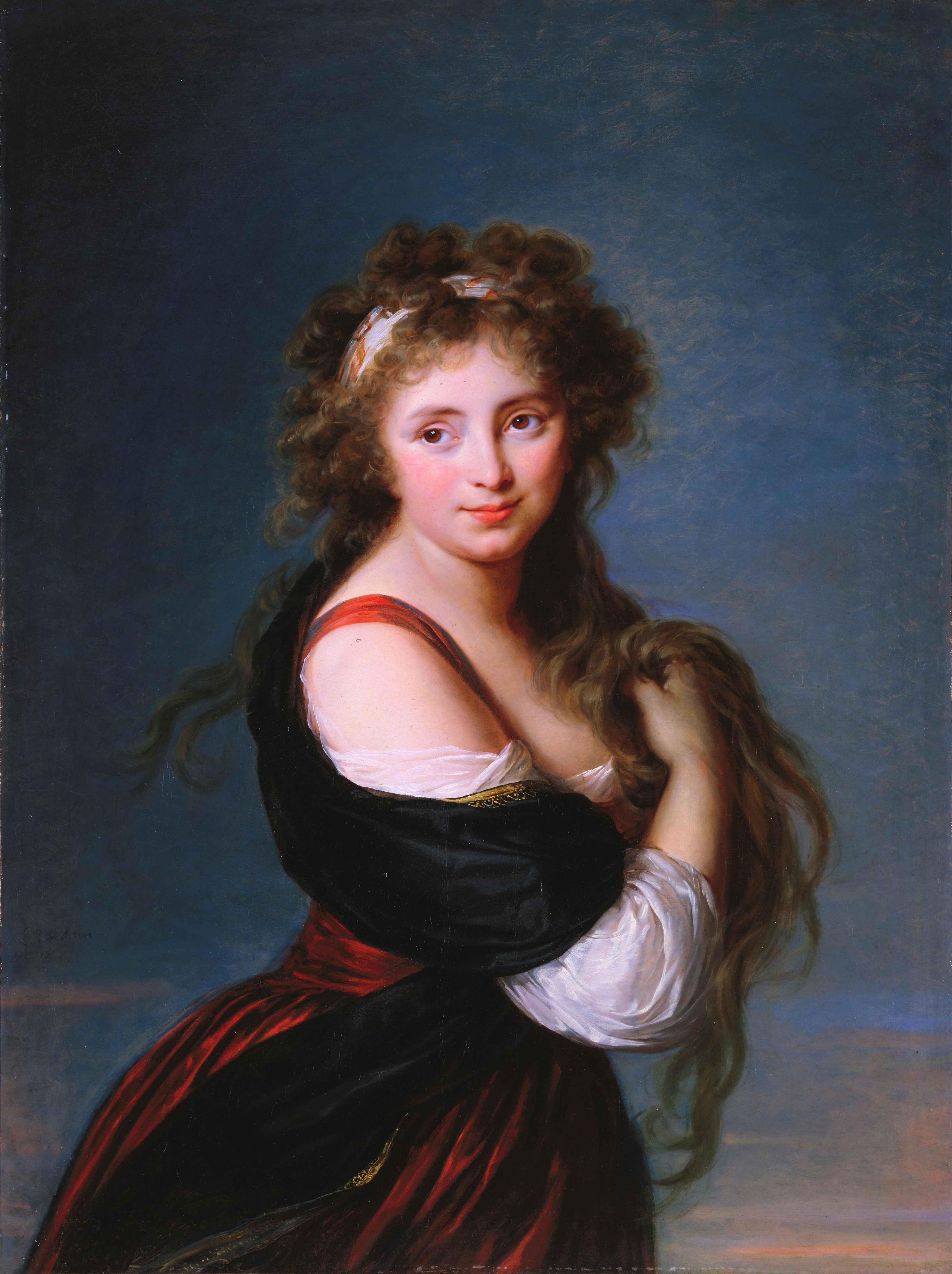
Hyacinthe-Gabrielle Roland, 1791
par Élisabeth Vigée Le Brun
musée des beaux-arts de San Francisco

Il épouse en 1794 Hyacinthe-Gabrielle Roland, une actrice du Palais-Royal, avec laquelle il a trois fils et deux filles avant le mariage.
Le nom de Wellesley a été donné en son honneur à une province anglaise de la presqu'île de Malacca, située en face de l'île Penang. Il a aussi été donné à un petit archipel australien de la mer d'Arafura (golfe de Carpentarie).

## Source
Marie-Nicolas Bouillet  et Alexis Chassang (dir.), « Richard Colley, marquis de Wellesley » dans Dictionnaire universel d’histoire et de géographie, 1878 (lire sur Wikisource)